# Белькевич Валентин Миколайович
Валенти́н Микола́йович Бельке́вич (біл. Валянці́н Мікала́евіч Бяльке́віч; нар. 27 січня 1973, Мінськ, СРСР — пом. 1 серпня 2014, Київ, Україна) — білоруський та український футболіст, по завершенні ігрової кар'єри — футбольний тренер. Відомий виступами за київське «Динамо», згодом у клубі працював тренером. 1 квітня 2008 року отримав українське громадянство.

## Клубна кар'єра
Починав займатися футболом у СДЮШОР «Динамо» (Мінськ). З 1991 року став виступати за основну команду клубу. Перший свій гол за основу Белькевич провів у першому ж матчі. Це був поєдинок Кубка СРСР в Житомирі проти «Полісся» (2:2). Валентин вийшов на заміну і зумів красиво забити. В останньому чемпіонаті СРСР він встиг зіграти у Вищій лізі два матчі. А потім стали проводитися чемпіонати незалежної Білорусі, в яких Валентин поставив низку рекордів.
У вересні 1994 року проба після матчу на Кубок УЄФА показала застосування стероїдів, через що Валентин отримав від УЄФА річну дискваліфікацію за вживання допінгу, яка поширювалася тільки на міжнародні матчі і не завадила Валентину стати найкращим футболістом Білорусі 1995 року.
1996 року, разом з одноклубником Олександром Хацкевичем перейшов до «Динамо» (Київ). У вищій лізі України в складі киян дебютував 20 липня 1996 року в матчі проти ЦСКА (Київ). Кар'єра Белькевича в київському «Динамо» починалася важко — протягом двох років після переїзду до столиці України вкрай рідко з'являвся в основному складі (в той час тренером киян був Йожеф Сабо).
Ситуація змінилася з поверненням у клуб Валерія Лобановського. Для ігрової моделі нового тренера Белькевич став необхідним елементом — саме він був сполучною ланкою між насиченою обороною киян та мобільним нападом в особі Андрія Шевченка та Сергія Реброва, складаючи «ударний» трикутник «Динамо». Саме він організовував левову частку стрімких та разючих контратак, які стали фірмовим стилем «Динамо» кінця 1990-х.
У вищій лізі за «Динамо» зіграв 224 матчі, забив 51 гол. В Кубку України за «Динамо» зіграв 45 матчів, забив 8 м'ячів. У єврокубках у складі «Динамо» провів 73 матчі, забив 9 м'ячів. В кінці 2007 року, після завершення терміну контракту, на правах вільного агента покинув «Динамо».
1 квітня 2008 отримав українське громадянство.
У червні 2008 року Белькевич підписав річний контракт з азербайджанським клубом «Інтер» (Баку). Проте, отримавши в січні 2009 року тренерську ліцензію категорії «А», за взаємною згодою розірвав контракт з «Інтером» та завершив кар'єру гравця.

## Виступи у збірній
У національній збірній Білорусі дебютував 1992 року. Згодом брав участь у кваліфікаціях на світові та європейські чемпіонати, проте жодного разу збірна їх подолати не змогла. У вересні 2001 року в рамках відбіркового турніру до чемпіонату світу збірна Білорусі програла з рахунком 0-2 в Мінську збірній Україні, якою керував тренер київського «Динамо» Валерій Лобановський. Після матчу імпульсивний наставник збірної Едуард Малофєєв звинуватив у поразці київських динамівців Белькевича і Хацкевича — заявивши, що вони здали матч, оскільки виступали за український клуб. Після цього динамівці ненадовго покинули збірну, поки Малофєєва на посаді головного тренера не змінив Анатолій Байдачний.
2005 року, після звільнення Байдачного, Белькевич заявив про завершення виступів за збірну. Усього Валентин зіграв у 56 матчах, в яких забив десять голів.

## Тренерська кар'єра
Після закінчення кар'єри гравця Белькевич планував залишитися в Києві, про що неодноразово заявляв, зайнявшись тренерською роботою в «Динамо».
З червня 2010 року Белькевич працював асистентом старшого тренера молодіжного складу «Динамо» (Київ).
2013 року Валентин став повноцінним головним тренером, очоливши юнацьку команду «Динамо», яка під керівництвом Белькевича в першому ж сезоні стала чемпіоном України серед 19-річних.
Після цього влітку 2014 року Белькевич перейшов на роботу в команду старшого віку, ставши головним тренером молодіжної (до 21 року) команди київського клубу. Проте цього разу Валентину не вдалося продемонструвати високого результату, і команда завершила сезон аж на 6 місці. Після цього в липні 2014 року Белькевича на посаді головного тренера змінив іспанець Вісенте Гомес.
Раптово помер 1 серпня 2014 року від тромбоемболії. За рішенням матері похований 3 серпня у Києві, де жив останні роки, на 52 ділянці Байкового кладовища.

## Сімейне життя
23 червня 2004 року одружився з відомою українською співачкою Ганною Сєдоковою (з групи «ВІА Гра»). 8 грудня 2004 року у них народилася дочка Аліна. Хрещена мати Аліни — дружина Горана Саблича, колишнього захисника київського «Динамо». Через 2 роки пара розлучилася.

## Смерть і поховання

Могила Валентина Белькевича

Помер 1 серпня 2014 внаслідок обриву тромбу. Похований в Києві на Байковому кладовищі (ділянка № 52а).

## Титули та досягнення
- Чемпіон Білорусі: 1992, 1993, 1994, 1995, 1995
- Найкращий білоруський футболіст: 1995
- Кубок Білорусі: 1992 і 1994
- Чемпіон України: 1997, 1998, 1999, 2000, 2001, 2003, 2004 та 2007
- Футболіст року в чемпіонаті України за версією газети «Команда»: 2001, 2003
- Кубок України: 1998, 1999, 2000, 2003, 2005, 2006, 2007
- Суперкубок України: 2004, 2006, 2007
- Півфіналіст Ліги чемпіонів УЄФА: 1999
- Легіонер року в чемпіонаті України: 1999, 2000, 2001, 2002, 2003